# Garaeus admirabilis
Garaeus admirabilis là một loài bướm đêm trong họ Geometridae.